# Guido della Torre
Guido della Torre (* 27. September 1259; † 1312 in Cremona) stammte aus der einflussreichen guelfischen Familie della Torre aus Mailand. 
Sein Onkel Napoleone della Torre war von 1265 bis 1277 Reichsvikar der Lombardei unter König Rudolf von Habsburg, wurde aber 1277 von Erzbischof Ottone Visconti bei Desio besiegt und starb als Gefangener. In dieser Schlacht fiel auch Guidos Vater Francesco, der Podestà von Brescia, Alessandria, Bergamo, Lodi und Novara. Mit diesem Sieg sicherten sich die Visconti die Macht in Mailand und der ganzen Lombardei. Die Torriani flüchteten sich ins Exil nach Aquileia, wo Raimondo della Torre seit 1273 Patriarch war. 

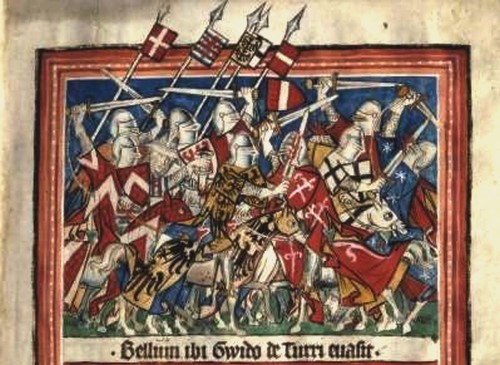
Guido della Torre im Kampf gegen die königlichen Truppen (Buchmalerei aus dem 14. Jh.)

1302 entmachtete Guido della Torre zusammen mit seinem Cousin Corrado Mosca della Torre, dem Sohn Napoleones, den Mailänder Machthaber Matteo I. Visconti und übernahm nach Corrados Tod 1307 als Signore die Macht in der Kommune. Er verdächtigte jedoch Corrados Sohn, Cassono della Torre, der 1308 Erzbischof von Mailand geworden war, eines geheimen Paktes mit den Visconti und setzte ihn sowie einige von dessen Brüdern 1309 auf der Burg Angera in Haft. Auf Druck des Rates der Stadt Mailand musste er ihn wieder freilassen, verbannte ihn allerdings. Cassono wurde später Patriarch von Aquileia (1316 bis 1318).
Dem Italienzug des römisch-deutschen Königs Heinrich VII. von Luxemburg (1310–13) stand Guido della Torre feindlich gegenüber, musste aber Heinrichs Einzug in Mailand Ende 1310 hinnehmen. Als es im Februar 1311 zu einem Aufstand in der Kommune kam, wurde Guido (wohl nicht zu Unrecht) der Mitwisserschaft verdächtigt. Er floh und starb im darauffolgenden Jahr, womit seine Familie bis 1337 auch jeglichen Einfluss verlor. Die Visconti wurden kurz nach dem Aufstand von Heinrich wieder als Vikare in Mailand eingesetzt.